# Київська пектораль
«Ки́ївська пектора́ль» — премія України в галузі театрального мистецтва, заснована 1992 року Спілкою театральних діячів України та Головним управлінням культури міста Києва. Безпосередніми засновниками «Київської Пекторалі» були Микола Губенков, Микола Рушковський, Михайло Чембержі, за участю  Тімура Ібраімова.
Перша церемонія нагородження відбулась 27 березня 1993 року. За традицією церемонія нагородження приурочена до святкування Міжнародного дня театру.
Урочиста церемонія нагородження відбувається в приміщенні Національного драматичного театру імені Івана Франка. Лауреат нагороджується золотою статуеткою, почесною грамотою та грошовою премією.

## Номінації
- Найкраща вистава
- Найкраща вистава камерної сцени
- Найкраща вистава для дітей
- Найкраща режисерська робота
- Найкраще виконання чоловічої ролі
- Найкраще виконання жіночої ролі
- Найкраще виконання чоловічої ролі другого плану
- Найкраще виконання жіночої ролі другого плану
- Найкраща сценографія
- Найкраща музична концепція вистави
- Найкраща робота балетмейстера

## Церемонії
| Церемонія | Дата            | Місце                                                                          | Найкраща драматична вистава                                |                                                            |
| --------- | --------------- | ------------------------------------------------------------------------------ | ---------------------------------------------------------- | ---------------------------------------------------------- |
| I         | 27 березня 1993 | Національний академічний драматичний театр імені Івана Франка                  | Дама без камелій, Кандід                                   |                                                            |
| II        | 27 березня 1994 | Національний академічний драматичний театр імені Івана Франка                  | Дюшес                                                      |                                                            |
| III       | 27 березня 1995 | Національний академічний драматичний театр імені Івана Франка                  | Постріл в осінньому саду                                   |                                                            |
| IV        | 27 березня 1996 | Національний академічний драматичний театр імені Івана Франка                  | Сни за Кобзарем                                            |                                                            |
| V         | 27 березня 1997 | Національний академічний драматичний театр імені Івана Франка                  | Комедія про принадність гріха                              |                                                            |
| VI        | 27 березня 1998 | Національний академічний драматичний театр імені Івана Франка                  | Кручений біс                                               |                                                            |
| VII       | 27 березня 1999 | Національний академічний драматичний театр імені Івана Франка                  | В степах України                                           |                                                            |
| VIII      | 27 березня 2000 | Національний академічний драматичний театр імені Івана Франка                  | Кін IV                                                     |                                                            |
| IX        | 27 березня 2001 | Національний академічний драматичний театр імені Івана Франка                  | Брате Чичиков                                              |                                                            |
| X         | 27 березня 2002 | Національний академічний драматичний театр імені Івана Франка                  | Глядачі на виставу не допускаються                         |                                                            |
| XI        | 27 березня 2003 | Національний академічний драматичний театр імені Івана Франка                  | Одруження                                                  |                                                            |
| XII       | 27 березня 2004 | Національний академічний драматичний театр імені Івана Франка                  | Дядя Ваня                                                  |                                                            |
| XIII      | 27 березня 2005 | Національний академічний драматичний театр імені Івана Франка                  | Брати Карамазови                                           |                                                            |
| XIV       | 27 березня 2006 | Національний академічний драматичний театр імені Івана Франка                  | Ромео і Джульєтта                                          |                                                            |
| XV        | 27 березня 2007 | Національний академічний драматичний театр імені Івана Франка                  | Кармен TV                                                  |                                                            |
| XVI       | 27 березня 2008 | Національний академічний драматичний театр імені Івана Франка                  | Четверта сестра                                            |                                                            |
| XVII      | 27 березня 2009 | Національний академічний драматичний театр імені Івана Франка                  | Не все котові масляна                                      |                                                            |
| XVIII     | 27 березня 2010 | Національний академічний драматичний театр імені Івана Франка                  | Мертві душі                                                |                                                            |
| XIX       | 27 березня 2011 | Національний академічний драматичний театр імені Івана Франка                  | Грек Зорба                                                 |                                                            |
| XX        | 26 березня 2012 | Національний академічний драматичний театр імені Івана Франка                  | Минулим літом у Чулимську                                  |                                                            |
| XXI       | 25 березня 2013 | Національний академічний драматичний театр імені Івана Франка                  | Опискін. Фома!                                             |                                                            |
| XXII      | 24 березня 2014 | Національний академічний драматичний театр імені Івана Франка                  | Morituri te salutant                                       |                                                            |
| XXIII     | 23 березня 2015 | Київський національний академічний театр оперети                               | Радість сердешна, або Кепка з карасями                     |                                                            |
| XXIV      | 28 березня 2016 | Колонна зала Київської міської державної адміністрації                         | Оскар                                                      |                                                            |
| XXV       | 27 березня 2017 | Колонна зала Київської міської державної адміністрації                         | Без вини винні                                             |                                                            |
| XXVI      | 26 березня 2018 | Київський академічний драматичний театр на Подолі                              | Життя попереду                                             |                                                            |
| XXVII     | 25 березня 2019 | Київський муніципальний академічний театр опери та балету для дітей та юнацтва | Коріолан                                                   |                                                            |
| XXVIII    | 27 березня 2020 | Онлайн                                                                         | Сірі бджоли                                                |                                                            |
| XXIX      | 9 вересня 2021  | Сквер біля пам’ятника Лесю Курбасу                                             | —                                                          |                                                            |
| —         | 2022            | Не проводилась через російське вторгнення в Україну (2022)                     | Не проводилась через російське вторгнення в Україну (2022) | Не проводилась через російське вторгнення в Україну (2022) |

## Приз «За вагомий внесок у розвиток театрального мистецтва»
1993
- Сергій Данченко, режисер
- Данило Лідер, сценограф
- Богдан Ступка, актор

1994
- Володимир Оглоблін, режисер
- Федір Нірод, художник
- Ольга Кусенко, акторка
- Володимир Дальський, актор

1995
- Нонна Копержинська, акторка
- Петро БІлинники, оперний співак
- Данило Федоряченко, директор-розпорядник театру ім. І.Франка
- Аркадій Драк, театрознавець

1996
- Микола Губенков, організатор театральної справи (посмертно)
- Михайло Резнікович, режисер
- Микола Козленко, актор
- Борис Каменькович, балетмейстер
- Леонід Олійник, театральний педагог

1997
- Лев Венедиктов, хормейстер

1998
- Володимир Коршун, актор
- Микола Духновський, художник
- Олексій Старостін, директор театральних колективів

1999
- Мальвіна Швідлер, акторка
- Євгенія Мірошниченко, оперна співачка
- Едуард Митницький, режисер

2000
- Анатолій Бєлов, танцівник
- Олександр Сегал, балетмейстер
- Ярослав Стельмах, драматург

2001
- Валентина Міцкевич, завідувач трупою театру ім. І.Франка
- Алла Спиридонова, журналіст
- Сергій Філімонов, актор

2002
- Лідія Запорожцева, акторка оперети
- Степан Олексенко, актор
- Микола Мерзликін, режисер

2003
- Ганна Ніколаєва, акторка
- Ада Роговцева, акторка
- Ніна Новоселицька, радіожурналіст

2004
- Євген Балієв, актор
- Юлія Ткаченко, акторка
- Шарль Фоєрберг, актор театру ляльок

2005
- Валентина Калиновська, танцівниця
- Юрій Станішевський, театрознавець
- Едуард Яворський, композитор

2006
- Ігор Безгін, театральний діяч
- Сергій Єфремов, режисер театру ляльок
- Олена Пальчун, тележурналіст

2007
- Микола Рушковський, актор
- Віктор Шулаков, режисер

2008
- Ганна Пекарська, акторка

2009
- Ірина Буніна, акторка
- Валерій Бесараб, актор

2010
- Юрій Мажуга, актор

2011
- Анатолій Решетніков, актор
- Олексій Кондратенко, відповідальний секретар київського відділення НСТД України

2012
- Валентина Зимня, акторка, театральний педагог

2013
- Неоніла Білецька, акторка

2014
- Богдан Струтинський, художній керівник Київського національного академічного театру оперети

2015
- Дмитро Чайковський, режисер, педагог, професор, заслужений артист

2016
- Нінель Биченко, доцент кафедри театрального мистецтва Київського університету культури і мистецтв[1].

## Джерело
- Лауреати премії «Київська пектораль-2012» [Архівовано 15 Березня 2014 у Wayback Machine.]
- «Київська пектораль»: шість призів із 14-ти — у Театру на Подолі [Архівовано 14 Грудня 2014 у Wayback Machine.]

| Театр | Це незавершена стаття про театр. Ви можете допомогти проєкту, виправивши або дописавши її. |